# 普拉卡斯
普拉卡斯（葡萄牙語：Placas），是巴西的城鎮，位於該國北部，由帕拉州負責管轄，始建於1997年1月1日，面積7,173平方公里，2010年人口23,930，該城鎮人口密度每平方公里3.34人。